# Giampaolo Lenzi
Giampaolo Lenzi (Ferrara, 14 novembre 1935 – Ferrara, 21 gennaio 2015) è stato un allenatore di atletica leggera italiano.

## Biografia
Diplomatosi in educazione fisica presso l'ISEF di Ferrara nel 1958, a partire da quello stesso anno fu insegnante di ruolo presso la una scuola media ferrarese fino al 1978 e, dal 1979 al 1981 presso l'istituto tecnico Monti.
Fu allenatore in 3 diverse società di atletica leggera ferraresi: 4 Torri Ferrara (1959-1970), AICS Ferrara (1962-1970) e CUS Ferrara (1970-1992). Portò 25 atleti a vestire la maglia azzurra, per un totale di 110 presenze in nazionale, di cui 78 per le categorie assolute. Diverse furono le esperienze olimpiche: portò Massimo Magnani a Montréal 1976 e Mosca 1980, con Laura Fogli prese parte ai Giochi di Los Angeles 1984 e Seul 1988 (a quest'ultima accompagnò anche Orlando Pizzolato), mentre portò Salvatore Bettiol ed Emma Scaunich a Barcellona 1992.
Tra il 1968 e il 1970 fu direttore, su incarico della FIDAL dei centri sportivi estivi nazionali di Aosta, Rieti e Belluno per i migliori studenti-atleti emersi dai campionati studenteschi delle Province italiane. Sempre per la FIDAL fu responsabile nazionale del mezzofondo giovanile (dal 1968 al 1972), del mezzofondo femminile assoluto (dal 1973 al 1976), della maratona (dal 1976 al 1988) e del mezzofondo e fondo maschile e femminile assoluto (dal 1989 al 1993). Dal 1993 al 1994 fu addetto al Centro Studi e attività didattiche della FIDAL, mentre dal 1995 al 2001 assunse il ruolo di commissario tecnico della nazionale maschile di atletica leggera.
Dal 2001 al 2015 è stato docente di Teoria e Metodologia dell'allenamento e di Teoria Tecnica e Didattica degli sport individuali nel corso di laurea in scienze motorie della facoltà di medicina e chirurgia dell'università di Ferrara.

## Pubblicazioni
Fu autori di numerosi articoli su diverse riviste specializzate in atletica leggera. Tra queste:
- Atletica Studi (FIDAL)
- New Studies in Athletics (IAAF Roma, rivista internazionale)
- Die Lehre der Leichtathletik (rivista spagnola)
- Journal fur Sportmedizin (rivista austriaca)
- Athletismo (rivista spagnola)
- Nuova atletica
- Track and Field quarterly (rivista statunitense)
- Correre